# Hénon
Hénon är en kommun i departementet Côtes-d'Armor i regionen Bretagne i nordvästra Frankrike. Kommunen ligger i kantonen Moncontour som tillhör arrondissementet Saint-Brieuc. År 2022 hade Hénon 2 315 invånare.

## Befolkningsutveckling
Antalet invånare i kommunen Hénon
Referens:INSEE